# Stictoptera gabri
Stictoptera gabri är en fjärilsart som beskrevs av Emilio Berio 1970. Stictoptera gabri ingår i släktet Stictoptera och familjen nattflyn. Inga underarter finns listade i Catalogue of Life.